# SM-65D Atlas
O SM-65D Atlas, ou Atlas D, foi a primeira versão operacional do míssil Atlas dos Estados Unidos. O Atlas D foi usado primeiramente como um míssil balístico intercontinental (ICBM) para entregar uma arma nuclear de carga útil em uma trajetória suborbital. Mais tarde, foi desenvolvido como um veículo de lançamento para transportar uma carga útil a órbita terrestre baixa, e mais tarde para a órbita geoestacionária, a Lua, Vênus ou Marte com um estágio superior Agena ou Centaur.[carece de fontes?]
Os lançamentos do Atlas D foram realizados a partir da Estação da Força Aérea de Cabo Canaveral, nos Complexos de lançamento 11, 12, 13 e 14, e da Base da Força Aérea de Vandenberg no complexo de lançamento 576.

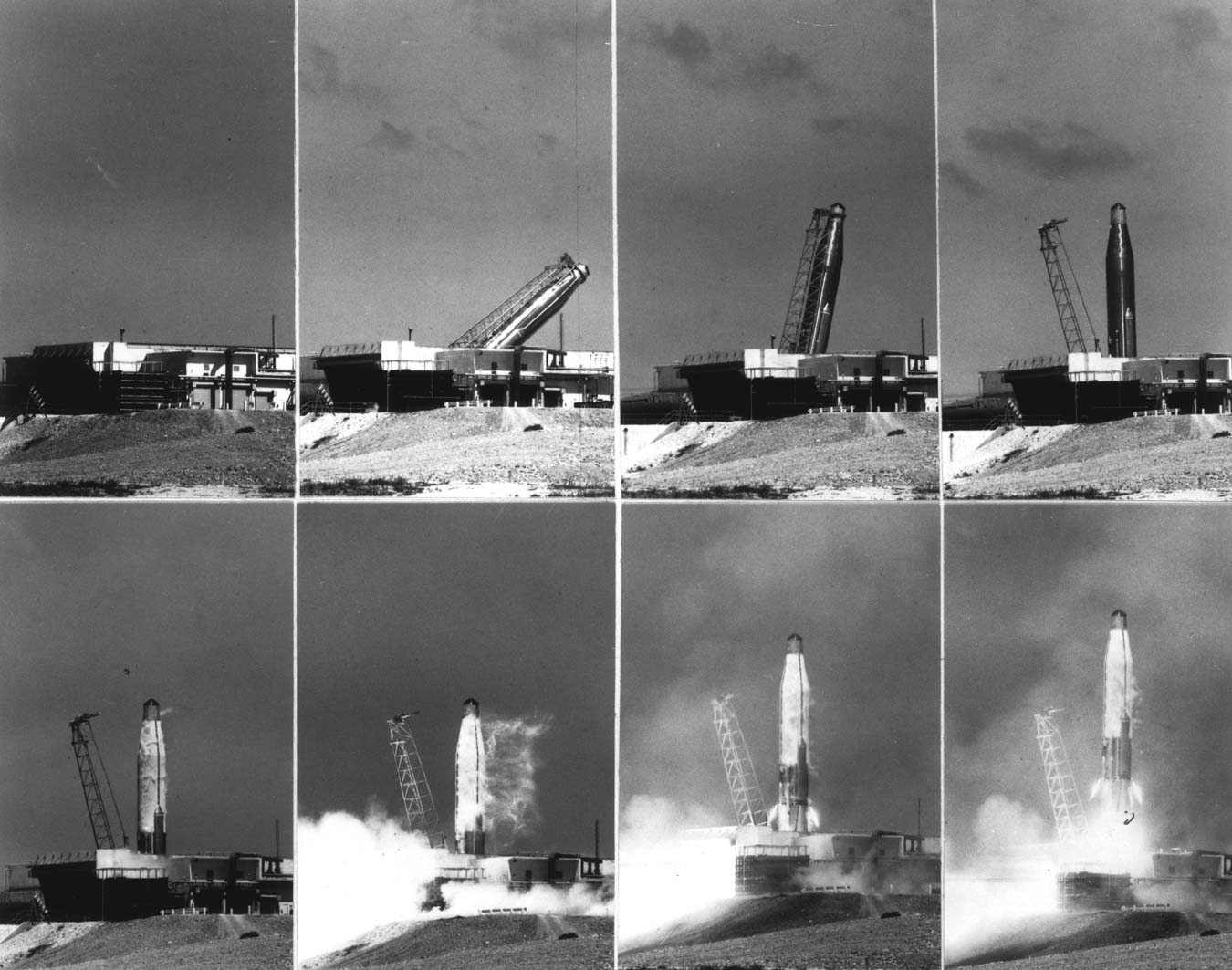
Sequência de lançamento de um teste do ICBM Atlas D, em 22 de abril de 1960